# إيبت
إبت أو إيبت أو إيبة هي إلهة على شكل فرس النهر و كانت إلهة للحماية والوفرة في الديانة المصرية القديمة ، ففي نصوص الأهرام يلتمس الملك أن يتغذى من ثديها حتى لا يظمأ أو يجوع مرة أخرى للأبد  ، و في برديات جنازية متأخرة تسمى «سيدة الحماية السحرية».
اسمها يعني «الحريم» أو «المكان المفضل» و تحت لقب إبت ورت أي إبت العظيمة تدمج الإلهة بشكل ما مع الإلهة تاورت (و يعني اسمها العظيمة) لكنها في نفس الوقت تحتفظ ببعض التمييز عنها، وإن كان بعض الباحثين يعتبرونها نفس الإلهة ولكن في الدولة القديمة وأن تاورت لم تظهر إلا في الدولة الوسطى ,.
و يبدو أنه كان لإيبت اتصالا وثيقا بمنطقة طيبة و أحياناً يمكن القول أنها كانت تمثل تشخيصاً للمدينة نفسها، ففي القصص الديني الطيبي كانت تعتبر أماً للإله أوزير ، و لذلك فعلاقتها بما بعد الموت واضحة في النصوص التي تظهر فيها.

## تصويرها
كانت تمثل إيبت في شكل فرس النهر مع سمات من التمساح والأسد و الإنسان أيضاً، على الرغم من أن شكلها العام يبدو الغالب عليه شكل فرس النهر كعنصر أساسي.
فقد كانت تمثل كأنثى فرس النهر تقف على رجليها الخلفيتين التي تنتهي بقدميّ أسد، وتمد أمامها ذراعيّ إنسان ينتهيان بكفيّ أسد، كما كانت ادوماً ما تمثل بثديي امرأة بارزين مع بطن امرأة حامل، أما الظهر والذيل فغالباً ما يكونان لتمساح، وأحياناً يوجد تمساح كامل الهيئة يمتد على ظهرها، أحياناً يبدو مظهرها مرتبط بالشر أو الحظ السيء بطبيعته أو مفزع بشكل عام، وفي كتاب الخروج إلى النهار  تظهر الإلهة حاملةً مشاعل وأقماع بخور مشتعلة لتوفر الدفء للميت.

## عبادتها
كانت إبت معبودة بوجه خاص في طيبة، فتظهر بشكل حامً على ظهر بعض تماثيل حكام المنطقة في الأسرة 17 ، و عليه ففي معظم المناطق الأخرى لم تكن هناك طقوس تؤدي لهذه الإلهة.
هناك معبد لها مبني غرب معبد خونسو في مجمع معابد آمون في الكرنك ، و هو من العصر المتأخر و العصر البطلمي ، و حسب المعتقدات الطيبية كان هذا المكان حيث استراحت الإلهة بعد أن ولدت أوزير.
و كتاورت كانت ربة الولادة ، و قد تزوجت من الإله آمون.